# Per Lucia/Altri tempi
Per Lucia/Altri tempi è un 45 giri di Riccardo Fogli, pubblicato nel 1983.
Entrambi i brani sono inclusi nell'album raccolta Per Lucia, uscito nello stesso anno.
Il brano Per Lucia, scritto dallo stesso Fogli e Vincenzo Spampinato (testo) e Maurizio Fabrizio (musica) ha rappresentato l'Italia all'Eurovision Song Contest 1983.
Altri tempi proviene dall'album Compagnia uscito nel 1982.